# Modern English
Modern English ist eine britische Rockband aus Colchester, Essex, die dem Genre des Post-Punk, später auch dem New Wave zugerechnet wird. Sie wurde vor allem durch die Songs I Melt with You, Hands Across the Sea und Ink and Paper bekannt.

## Geschichte
1977 formierten sich Robbie Grey (Gesang), Gary McDowell (E-Gitarre) und Michael Conroy (E-Bass) in Colchester als Punk-Band unter dem Namen The Lepers. 1979 stießen Richard Brown (Schlagzeug) und Stephen Walker (Keyboard) hinzu, und die Band nannte sich fortan Modern English. Die Band löste sich mehrfach auf, ist aber seit 2009 mit vier der fünf alten Bandmitgliedern wieder aktiv (am Schlagzeug spielt heute Roy Martin).
Das Album After the Snow, im April 1982 beim Independent-Label 4AD erschienen, erreichte Platz 70 in den Billboard Charts, wurde über 500.000 Mal verkauft und daher mit Gold ausgezeichnet.
Die Single-Auskopplung I Melt With You erreichte Platz 78. Coverversionen des Songs sind unter anderem in den Filmen 50 First Dates und Not Another Teen Movie zu hören.

## Diskografie

### Alben
| Jahr | Titel Musiklabel   | Höchstplatzierung, Gesamtwochen, AuszeichnungChartsChartplatzierungen (Jahr, Titel, Musiklabel, Platzierungen, Wochen, Auszeichnungen, Anmerkungen) | Anmerkungen |
| Jahr | Titel Musiklabel   | US | Anmerkungen |
| ---- | ------------------ | --- | ----------- |
| 1982 | After The Snow 4AD | US70 Gold · (28 Wo.)US |             |
| 1984 | Riccochet Days 4AD | US93 (12 Wo.)US |             |
| 1986 | Stop Start Sire    | US154 (7 Wo.)US |             |
| 1990 | Pillow Lips TVT    | US135 (12 Wo.)US |             |

Weitere Alben
- Mesh & Lace (1981, 4AD)
- Gathering Dust (EP 1983, 4AD)
- Everything’s Mad (1996, Imago)
- Soundtrack (2010, Darla)
- Take Me to the Trees (2017, Inkind)
- 1 2 3 4 (2024, Inkind)[3]

### Singles
| Jahr | Titel Album                        | Höchstplatzierung, Gesamtwochen, AuszeichnungChartsChartplatzierungen (Jahr, Titel, Album, Platzierungen, Wochen, Auszeichnungen, Anmerkungen) | Anmerkungen |
| Jahr | Titel Album                        | US | Anmerkungen |
| ---- | ---------------------------------- | --- | ----------- |
| 1983 | I Melt With You After The Snow     | US76 Gold · (17 Wo.)US |             |
| 1984 | Hands Across The Sea Ricochet Days | US91 (3 Wo.)US |             |

## Galerie

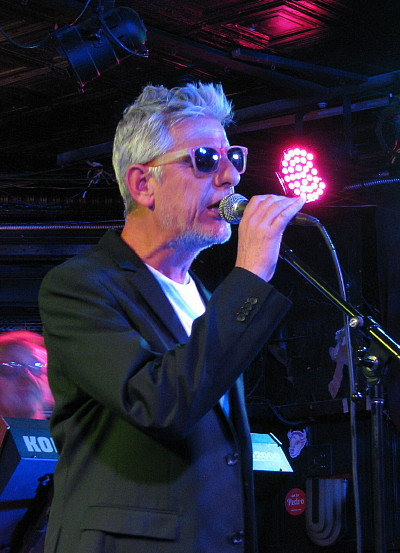
Robbie Grey
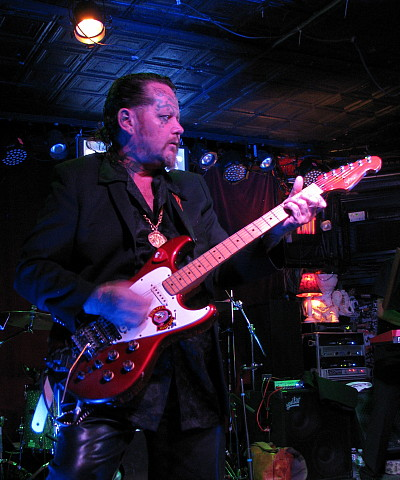
Gary McDowell
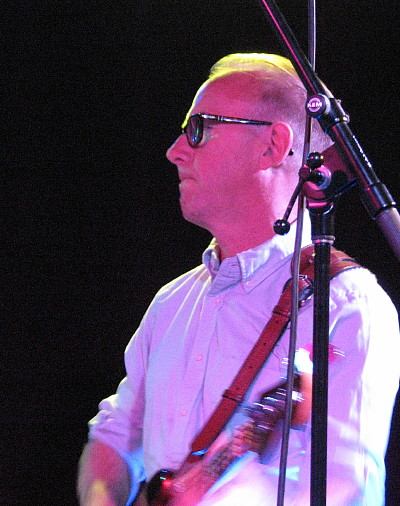
Michael Conroy
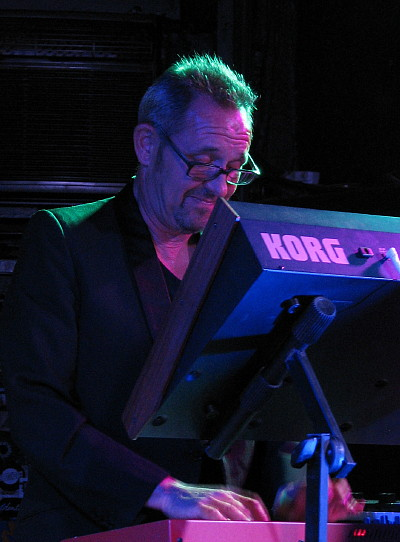
Stephen Walker